# Hodge (Familienname)
Hodge ist ein englischer Familienname.

## Namensträger
- Adaejah Hodge (* 2006), britische Sprinterin der Britischen Jungferninseln
- Albert Hodge (1875–1917), schottischer Bildhauer
- Aldis Hodge (* 1986), US-amerikanischer Schauspieler
- Alexander Hodge, australischer Schauspieler
- Andrew Triggs Hodge (* 1979), britischer Ruderer
- Archibald Alexander Hodge (1823–1886), US-amerikanische Geistlicher
- Benjamin Lewis Hodge (1824–1864), US-amerikanischer Farmer, Jurist, Offizier und Politiker
- Brian Hodge (* 1960), US-amerikanischer Schriftsteller
- Charles Hodge (1797–1878), US-amerikanischer Theologe
- Charlie Hodge (Eishockeyspieler) (Charles Edward Hodge; 1933–2016), kanadischer Eishockeytorwart
- Charlie Hodge (Musiker) (Charles Franklin Hodge; 1934–2006), US-amerikanischer Musiker
- Daniel Hodge (1932–2020), US-amerikanischer Ringer
- Danni Wyatt-Hodge (* 1991), englische Cricketspielerin
- Derrick Hodge (* 1979), US-amerikanischer Bassist
- Douglas Hodge (* 1960), britischer Schauspieler
- Duncan Hodge (* 1974), schottischer Rugbyspieler
- Edwin Hodge (* 1985), US-amerikanischer Schauspieler
- Errol Vere-Hodge (1955–1980), Mordopfer, siehe Denkmal für die Wiesn-Attentat-Opfer
- Frank Hodge (1894–1957), englischer Badmintonspieler
- Gavin Hodge (* 1954), britischer Videokünstler und Filmregisseur, siehe Gorilla Tapes
- George Baird Hodge (1828–1892), US-amerikanischer Politiker
- Gerald Hodge († 2012), US-amerikanischer Künstler
- Helena Norberg-Hodge (* 1946), schwedische Ökologin
- Huck Hodge (* 1977), US-amerikanischer Komponist
- Hugh Lennox Hodge (1796–1873), US-amerikanischer Geburtshelfer
- James Hodge (Diplomat) (* 1943), britischer Diplomat
- Janice Daniel-Hodge (* 1962), Geschäftsfrau in St. Kitts und Nevis
- John Hodge (Ingenieur) (1929–2021), britisch-US-amerikanischer Luftfahrtingenieur und Manager
- John Hodge (Drehbuchautor) (* 1964), britischer Drehbuchautor und Arzt
- John E. Hodge (John Edward Hodge; 1914–1996), US-amerikanischer Chemiker
- John R. Hodge (John Reed Hodge; 1893–1963), US-amerikanischer General
- Kate Hodge (* 1966), US-amerikanische Schauspielerin
- Ken Hodge (Kenneth Raymond Hodge senior; * 1944), kanadischer Eishockeyspieler
- Ken Hodge (Eishockeytrainer) (* 1946), kanadischer Eishockeytrainer und -funktionär
- Ken Hodge (Eishockeyspieler, 1960) (* 1960), kanadischer Eishockeytorwart
- Ken Hodge junior (Kenneth David Hodge junior; * 1966), kanadischer Eishockeyspieler
- Margaret Hodge (* 1944), britische Politikerin
- Margaret Emily Hodge (1858–1938), britisch-australische Lehrerin und Feministin
- Megan Hodge (* 1988), US-amerikanische Volleyballspielerin
- Patricia Hodge (* 1946), englische Schauspielerin
- Patrick Hodge, Lord Hodge (* 1953), schottischer Jurist und Richter
- Paul William Hodge (1934–2019), US-amerikanischer Astronom
- Percy Hodge (1890–1967), britischer Leichtathlet
- Philip G. Hodge (1920–2014), US-amerikanischer Ingenieur
- Reece Hodge (* 1994), australischer Rugby-Union-Spieler
- Roberto Hodge (1944–1984), chilenischer Fußballspieler
- Russ Hodge (* 1939), US-amerikanischer Zehnkämpfer
- Sally Hodge (* 1966), britische Radsportlerin
- Stephanie Hodge (* 1956), US-amerikanische Schauspielerin
- Stephen Hodge (* 1961), australischer Radrennfahrer
- Steve Hodge (* 1962), englischer Fußballspieler
- Susie Hodge (* 1960), britische Kunstvermittlerin
- Triston Hodge (* 1994), Fußballspieler aus Trinidad und Tobago
- Vershawn Hodge (* 1994), anguillanischer Fußballspieler
- Virgil Hodge (* 1983), Sprinterin aus St. Kitts und Nevis
- Walter Hodge (* 1986), puerto-ricanischer Basketballspieler
- Walter Hendricks Hodge (1912–2013), US-amerikanischer Botaniker
- William Hodge (Fußballspieler), schottischer Fußballspieler
- William Vallance Douglas Hodge (1903–1975), britischer Mathematiker